# Agrostis calamagrostoides
Agrostis calamagrostoides é uma espécie de gramínea do gênero Agrostis, pertencente à família Poaceae.